# ليلى كارب
ليلى كارب (بالإنجليزية: Lila Karp)‏ هي كاتِبة أمريكية، ولدت في 1933، وتوفيت في 15 سبتمبر 2008.